# سید علی حسینی تاش
سید علی حسینی تاش معاون راهبردی شورای عالی امنیت ملی و عضو سابق هیئت علمی دانشگاه امام حسین است. او پیشتر ریاست دانشگاه امام حسین را بر عهده داشته است. وی همچنین عضو تیم مذاکره‌کننده هسته‌ای ایران در زمان علی لاریجانی و رئیس تیم مذاکره‌کننده ایران با روسیه در خصوص برنامه هسته‌ای ایران بوده‌است.